# Bradypus crinitus
Bradypus crinitus ist eine Art aus der Familie der Dreifinger-Faultiere (Bradypodidae). Sie kommt im südöstlichen Brasilien vor und lebt dort in den feuchten Atlantischen Küstenwäldern (Mata Atlântica). Äußerlich ähneln die Tiere dem nahe verwandten Kragenfaultier und besitzen wie dieses ein einheitliches gelblich braunes bis hellgraues Körperfell. Wie beim Kragenfaultier fehlt ein markanter Farbfleck auf dem Rücken, der aber den anderen Vertretern der Dreifinger-Faultiere zu eigen ist. Größere Unterschiede zum Kragenfaultier finden sich etwa in der Anatomie des Schädels. Die Lebensweise ist bisher nur wenig erforscht. Die Tiere leben einzelgängerisch in Bäumen und ernähren sich überwiegend von Blättern. Die Paarung kann ganzjährig erfolgen, konzentriert sich aber auf den Beginn der Regenzeit. Ursprünglich wurden die Angehörigen von Bradypus crinitus zur südlichen Population des Kragenfaultiers gezählt.  Genetische Untersuchungen erbrachten jedoch bedeutende Abweichungen. Die nördliche und die südliche Linie trennten sich bereits zu Beginn des Pleistozäns voneinander. Aus diesem Grund wurde die südliche Population im Jahr 2022 in einen eigenen Artstatus erhoben.

## Merkmale

### Habitus
Bradypus crinitus ist durchschnittlich etwas größer als das  nahe verwandte Kragenfaultier (Bradypus torquatus). Die Kopf-Rumpf-Länge beträgt 53,5 bis 76,5 cm. Das Körpergewicht variiert zwischen 3,7 und 10,1 kg. Im Erscheinungsbild ähnelt Bradypus crinitus den anderen Dreifinger-Faultieren. Die Arme sind länger als die Beine, alle Extremitäten enden in je drei Strahlen mit jeweils kräftigen Krallen. Am Kopf bleiben die Ohren im Fell verborgen. Die Farbgebung von Bradypus crinitus entspricht wiederum der des Kragenfaultiers. Das Körperfell zeigt sich am Rücken, Bauch und Beinen gelblich braun bis hellgrau getönt. Das Gesicht ist wie beim Kragenfaultier einheitlich ockerfarben, abweichend von den anderen Dreifinger-Faultieren, bei denen ein heller Streifen an den Augen die Gesichtsfärbung unterbricht. Stirn und Nacken weisen üblicherweise eine ähnliche Farbgebung wie der Rücken auf, sind aber etwas heller als das Gesicht. Bei ausgewachsenen Individuen kommt eine dunkelbraune Mähne vor, deren Farbintensität vom Alter und Geschlecht abhängt. Auf den Schultern dunkelt das Körperfell im Vergleich zum übrigen Körper etwas ab. Wie beim Kragenfaultier und im Unterschied zu den übrigen Dreifinger-Faultieren fehlt bei männlichen Tieren von Bradypus crinitus am Rücken ein markanter gelblicher Farbfleck, das sogenannte speculum.

### Schädel- und Gebissmerkmale
Der Schädel ist 7,2 bis 8,6 cm lang und 3,6 bis 4,3 cm hoch. In Seitenansicht verläuft die Stirnlinie etwas flacher als beim Kragenfaultier. Am Stirnbein weist der Processus postorbitalis stärker rückwärts, wodurch die Orbita etwas flacher wird. Die Jochbögen stehen etwas weiter seitlich ab als im Vergleich beim Kragenfaultier. Die Spannweite der Jochbögen liegt bei 4,5 bis 5,2 cm. Die Länge des Unterkiefers reicht von 5,6 bis 6,4 cm. Dessen Symphyse am vorderen Ende steht nicht so steil zum horizontalen Knochenkörper und ist im Seitenansicht auffallend gerundet. Ebenso ist der Winkelfortsatz am hinteren Ende deutlich rückwärts gerichtet. Das Gebiss entspricht dem des Kragenfaultiers und der anderen Dreifinger-Faultiere. Es besteht oben je Hälfte aus 5, unten aus je 4 Zähnen, insgesamt also 18. Von diesen sind die hinteren molarenartig gestaltet.

## Verbreitung

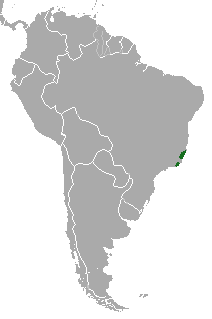
Verbreitungsgebiet vom Bradypus crinitus

Das Verbreitungsgebiet von Bradypus crinitus umfasst die brasilianischen Bundesstaaten Rio de Janeiro im Süden und Espírito Santo im Norden. Die Südgrenze bildet die Ortschaft Arraial do Cabo, die Nordgrenze markiert der Rio Doce. Von hier aus weiter nach Norden hin trennt eine rund 100 km breite natürliche biogeographische Lücke bis zum Rio Mucuri das Verbreitungsgebiet von Bradypus crinitus von dem des Kragenfaultiers ab. Ihre Entstehung geht wahrscheinlich auf den höheren Anteil laubabwerfender Bäume in dieser Region zurück. Die Tiere besiedeln die feuchten Landschaften der Atlantischen Küstenregenwälder (Mata Atlântica), sind aber auch in der Restinga anzutreffen. Die Höhenverbreitung reicht vom Küstengebiet bis in Gebirgslagen um 1290 m.

## Lebensweise
Die Lebensweise von Bradypus crinitus ähnelt höchstwahrscheinlich jener des Kragenfaultiers. Mehrere in der Vergangenheit publizierte Studien zum Kragenfaultier wurden an Individuen aus dem Verbreitungsgebiet von Bradypus crinitus durchgeführt. Die Tiere sind einzelgängerisch und leben in den Bäumen (arboreal). Sie bewegen sich in Aktionsräumen, die 0,6 bis 10,8 ha umfassen. Die hauptsächlichen Aktivitäten bestehen zu zwei Dritteln aus Ruhe und zu einem Drittel aus Fressen und Bewegung sowie der Fellpflege. Die Ernährung basiert auf Pflanzen und hierbei zu 99 % auf Blättern. Bei drei untersuchten Tieren aus Espírito Santo konnten insgesamt 21 verschiedene konsumierte Pflanzen festgestellt werden. Zu den häufigsten gehören Prunus, Ficus, Micropholis und Mandevilla. Ein einzelnes Tier kann bei der Nahrungsaufnahme sehr selektiv vorgehen. Die Fortpflanzung erfolgt möglicherweise ganzjährig. Allerdings liegt eine Hauptphase der Paarung nach Beobachtungen in Espírito Santo am Beginn der Regenzeit in den Monaten August bis Oktober. Die Jungen kommen dann am Übergang von der Regen- zur Trockenzeit im Februar bis April zur Welt. Dies lässt eine Tragzeit von etwa sechs Monaten annehmen. Die Konzentration der Geburten in dieser Übergangsphase gewährt eine stabile Nahrungsversorgung für den Nachwuchs.

## Systematik
Bradypus crinitus ist eine Art innerhalb der Gattung der Dreifinger-Faultiere (Bradypus), welcher vier weitere Arten zuzuweisen sind. Die Dreifinger-Faultiere werden zur heute monotypischen Familie der Bradypodidae verwiesen, die zur Unterordnung der Faultiere (Folivora) gehört. Innerhalb dieser stehen die Dreifinger-Faultiere allen anderen Faultiergruppen, sowohl rezent als auch fossil, als Schwestergruppe gegenüber. Aus heutiger Sicht bilden die Zweifinger-Faultiere (Choloepus) aus der Familie der Megalonychidae die nächste verwandte Gruppe innerhalb der Faultiere. Die Faultiere wiederum werden mit den Ameisenbären (Vermilingua) in einem engeren Verwandtschaftskreis vereint, sie formen dadurch die Ordnung der Zahnarmen (Pilosa). Die Faultiere spalteten sich von der gemeinsamen Linie mit den Ameisenbären laut molekulargenetischen Untersuchungen im ausgehenden Paläozän vor etwa 58 Millionen Jahren ab, die beiden heute noch lebenden Gattungen Bradypus und Choloepus gehen dagegen seit dem Unteren Miozän vor rund 22 Millionen Jahren eigene Wege.
Die Gattung Bradypus begann sich bereits sehr früh im Mittleren Miozän vor 11 bis 14 Millionen Jahren aufzusplitten. Zuerst trennte sich das Kragenfaultier von der gemeinsamen Linie des Braunkehl- (B. variegatus) und des Weißkehl-Faultiers (Bradypus tridactylus) ab; die beiden letzteren separierten sich im Übergang vom Oberen Miozän zum Pliozän vor 4,8 bis 6 Millionen Jahren. Aufgrund bestimmter morphologischer Eigenschaften wie etwa das Fehlen des speculum wird das Kragenfaultier in die eigene Untergattung Scaeopus gestellt. Ursprünglich galt diese als monotypisch und enthielt damit nur diese Art. Mehrere genetische Untersuchungen seit dem Jahr 2008 erbrachten jedoch markante Unterschiede zwischen den nördlicheren Populationen in Bahia und den südlichen in Rio de Janeiro und Espírito Santo. Erklärt wurden diese über die natürliche biogeographische Lücke, die zwischen dem Rio Mucuri und dem Rio Doce im Norden Espírito Santos besteht und die keinen Genfluss ermöglichte. Den Befunden zufolge trennten sich die beiden Populationen im Unteren Pleistozän vor 2,5 bis 1,8 Millionen Jahren voneinander. Offen blieb allerdings, ob beide Gruppen eigenständige taxonomische Einheiten darstellten, die aber äußerlich dann nicht zu unterscheiden sind.
Weitere Analysen aus dem Jahr 2022 konnten dann nicht nur die genetischen Abweichungen bestätigen, sie arbeiteten auch markante anatomische Differenzen heraus. Das verantwortliche Arbeitsteam um Flavia R. Miranda erhob daher die südliche Population auf einen eigenen Artstatus und beschränkte das Kragenfaultier auf die Gebiete von Bahia und Sergipe. Als Artnamen wählten die Forscher Bradypus crinitus, welcher forschungsgeschichtlich der wohl älteste verfügbare Namen für die südliche Population des Kragenfaultiers bildet. Eingeführt worden war dieser bereits im Jahr 1850 von John Edward Gray. In seinem Aufsatz stellte Gray zwei Varianten des Kragenfaultiers vor, die er mit Bradypus crinitus und Bradypus affinis bezeichnete. Für erstere standen ihm zwei Exemplare zur Verfügung, von denen eines aus Guayana, das andere aus Brasilien stammen sollte. Von dem brasilianischen Exemplar fügte er eine Abbildung des Schädels bei, gab aber keinen genaueren Fundort an. Aufgrund der anatomischen Ähnlichkeiten des Schädels zu ihren eigenen Befunden bestimmten Miranda und ihre Forscherkollegen den Schädel als Lectotyp für die Art Bradypus crinitus. In einem von Gray erstellten Katalogband, rund 23 nach seiner Erstbeschreibung erschienen, verwies dieser unter dem Eintrag Bradypus crinitus auf die Archivnummer „923a“ für den Schädel aus Brasilien, während die Nummer „923b“ für ein Individuum aus dem Bundesstaat Rio de Janeiro als exakteren Fundort vergeben worden war. Miranda und Kollegen schlussfolgern daraus, dass beide Exemplare aus der gleichen Fundregion stammten und engten daher die Fundlokalität des Lectotypen auf das nördliche Rio de Janeiro ein, was gleichzeitig die Typuslokalität von Bradypus crinitus ist. Die von Gray gemachte Angabe zu Guayana als Fundregion des ersten Exemplars ist möglicherweise als Fehler aufzufassen, da das Kragenfaultier dort nie vorkam. Der potentiell zweite verfügbare Namen, Bradypus affinis, hingegen wurde verworfen. Sein zugrundeliegendes Exemplar wird von einem Jungtier repräsentiert, das aufgrund seiner individuellen Entwicklung noch nicht die vollständige Merkmalskombination ausgeprägt hat.

## Gefährdung
Die IUCN führt Bradypus crinitus derzeit nicht als eigenständige Art, sondern integriert sie als südliche Population in das Kragenfaultier. Dessen Bestand stuft die Naturschutzorganisation als „gefährdet“ (vulnerable) ein, was vor allem durch die Zerstörung der Atlantischen Küstenwälder bedingt ist. Die Art kommt in mehreren Schutzgebieten vor, so unter anderem im Reserva Biológica Poco das Antas im Bundesstaat Rio de Janeiro und im Reserva Biológica Augusto Ruschi im Bundesstaat Espírito Santo.